# Gare de Samatan
La gare de Samatan était une gare ferroviaire française de la ligne de Toulouse à Boulogne-sur-Gesse, située sur le territoire de la commune de Samatan, dans le département du Gers, en région Occitanie.
C'était une halte, mise en service en 1901 par la compagnie des chemins de fer du Sud-Ouest et définitivement fermée au trafic des voyageurs en 1949. Situé sur une section déclassée et déferrée, le bâtiment est toujours présent et réaffecté pour une utilisation privée.

## Situation ferroviaire
Établie à 166 mètres d'altitude, la gare de Samatan était située au point kilométrique (PK) 57,5 de la ligne de Toulouse à Boulogne-sur-Gesse, entre les gares de Lombez et de Saint-Loube-Amades.

## Histoire
La gare de Samatan est mise en service le 6 avril 1901 par la compagnie des chemins de fer du Sud-Ouest.
La gare ferme en même temps que la ligne, le 31 décembre 1949.

## Service des voyageurs
Gare fermée située sur une section de ligne déclassée.

## Patrimoine ferroviaire
L'ancien bâtiment voyageurs est devenu une habitation privée.